# Ballad of a Small Player
Ballad of a Small Player ist ein Mystery-Thriller von Edward Berger. Der Film mit Colin Farrell und Tilda Swinton in den Hauptrollen ist eine Koproduktion von Deutschland und dem Vereinigten Königreich und basiert auf dem gleichnamigen Roman von Lawrence Osborne. Ballad of a Small Player soll im September 2025 beim Toronto International Film Festival gezeigt werden, Mitte Oktober 2025 in die deutschen Kinos kommen und ab Ende Oktober 2025 in das Programm von Netflix aufgenommen werden.

## Handlung
Als er von seiner Vergangenheit und seinen Schulden eingeholt wird, trifft der britische Glücksspieler Lord Doyle, der sich in Macau versteckt hat, auf einen Gleichgesinnten, der vielleicht der Schlüssel zu seiner Rettung ist.

## Literarische Vorlage
Der Film basiert auf dem Roman The Ballad of a Small Player von Lawrence Osborne aus dem Jahr 2014. Der Protagonist des zweiten Romans des Briten ist den meisten Menschen in der Welt des Glücksspiels als Lord Doyle bekannt. In Wirklichkeit ist er jedoch der Sohn eines Staubsaugerverkäufers aus Croydon. Weil er Schulden hat, versteckt er sich in Macau, dem Las Vegas Asiens.

## Produktion

### Filmstab

Regisseur Edward Berger

Regie führte Edward Berger. Schon seine letzten beiden Filme Im Westen nichts Neues von 2022, der bei der Oscarverleihung 2023 unter anderem als bester internationaler Film ausgezeichnet wurde, und Konklave von 2024 waren Literaturverfilmungen. Osbornes Roman wurde von dem Briten Rowan Joffé für den Film adaptiert. Er schrieb zuletzt die Drehbücher für Filme wie The Informer von Andrea Di Stefano und Locked In von Nour Wazzi.
Mit Filmeditor Nick Emerson arbeitete Berger bereits für Konklave zusammen. In der Vergangenheit war Emerson für Filme wie Lady Macbeth und Eileen von William Oldroyd, Film Stars Don’t Die in Liverpool von Paul McGuigan, Greta von Neil Jordan und Emma von Autumn de Wilde tätig.
Der Film wird von Netflix produziert.

### Besetzung und Kostüme

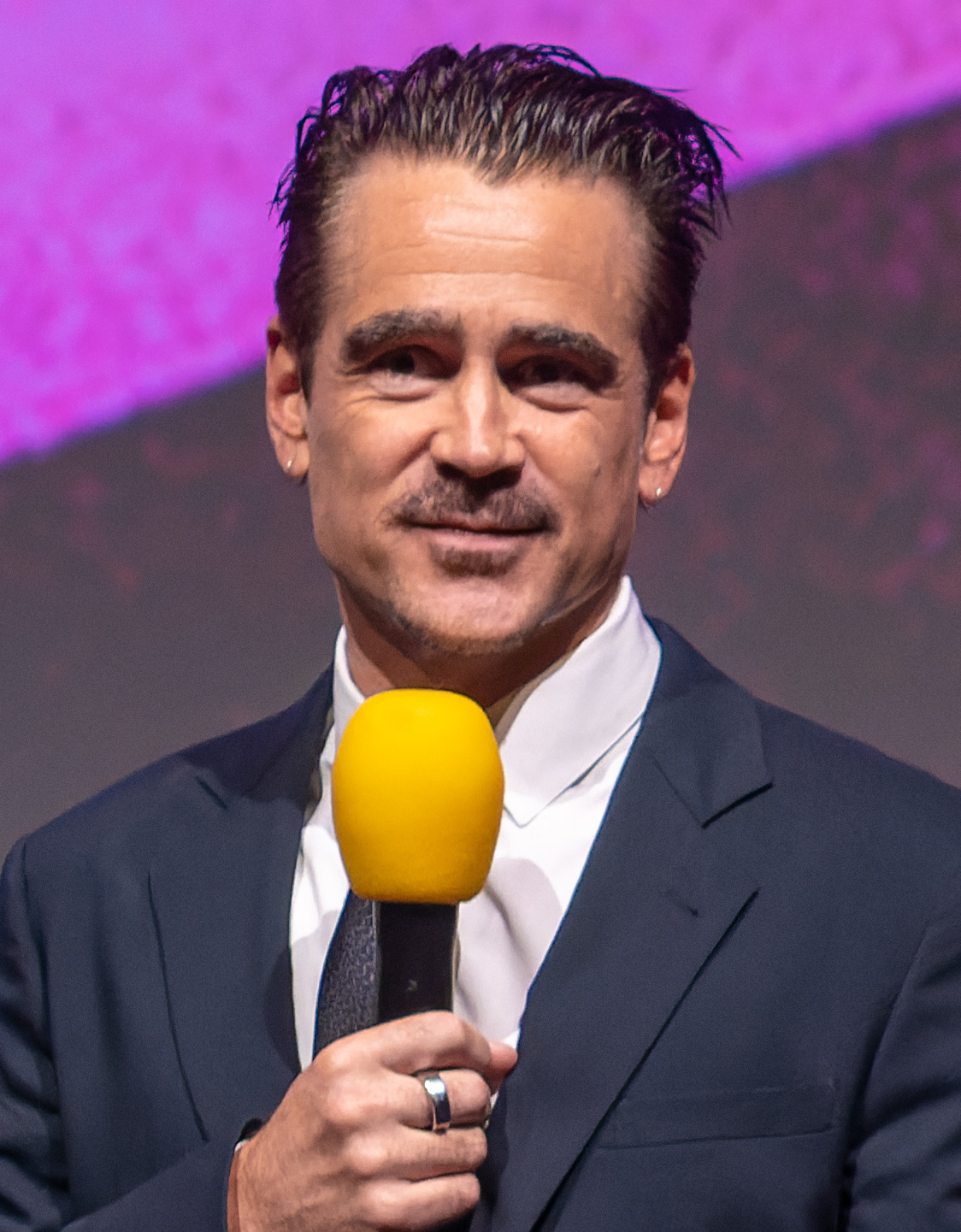
Colin Farrell spielt den Glücksspieler Lord Doyle

Der Ire Colin Farrell spielt in der Hauptrolle den Glücksspieler Lord Doyle. Die Schottin Tilda Swinton spielt Cynthia Blithe. Weiter auf der Besetzungsliste finden sich Jason Tobin und Fala Chen. Das Casting übernahmen Nina Gold und Martin Ware.
Für die Kostüme zeichnete Lisy Christl verantwortlich, die ebenfalls bereits für Konklave tätig und für diese Arbeit für den Oscar nominiert war.

### Dreharbeiten
Die Dreharbeiten fanden im Juli und August 2024 in Macau statt. Dorte drehte man in den Kasinos und lebhaften Vierteln der Region. Berger zeigte sich von der dortigen architektonischen Mischung von Kolonialhäusern und modernen Hochhäusern angetan. Mit dem britischen Kameramann James Friend arbeitete der Regisseur bereits für Im Westen nichts Neues zusammen. Er wurde hierfür ebenfalls mit einem Oscar ausgezeichnet.

### Filmmusik, Marketing und Veröffentlichung
Die Filmmusik komponiert Volker Bertelmann, der mit Berger bereits für Patrick Melrose, Your Honor, Im Westen nichts Neues und Konklave zusammengearbeitet hatte.
Erstes Bildmaterial wurde Mitte Juli 2025 vorgestellt, ein erster Trailer Mitte August 2025. Ballad of a Small Player soll ab 8. September 2025 beim Toronto International Film Festival und im weiteren Verlauf des Monats beim Zurich Film Festival gezeigt werden, wo Hauptdarsteller Colin Farrell mit dem Golden Icon Award geehrt wird. Am 15. Oktober 2025 soll der Film in die US-amerikanischen und am darauffolgenden Tag in die deutschen Kinos kommen und ab dem 29. Oktober 2025 bei Netflix verfügbar sein.

## Rezeption

### Altersfreigabe
In den USA erhielt der Film  ein R-Rating, was einer Freigabe ab 17 Jahren entspricht.

### Auszeichnungen
San Sebastian International Film Festival 2025
- Nominierung im Wettbewerb um die Goldene Muschel[18]